# Jaguar XK-SS
Der Jaguar XK-SS war ein Hochleistungs-Sportwagen, der 1956 aus dem Jaguar D-Type hervorging.
Beim XK-SS war der Sechszylinder-Motor des Jaguar D-Type mit 3442 cm³ Hubraum und 174 kW eingebaut. Die Höchstgeschwindigkeit lag wegen der vergleichsweise großen Windschutzscheibe bei 250 km/h. Sämtliche Fahrzeuge entstanden durch Umbau der im Werk noch vorhandenen D-Type und waren für den US-Markt bestimmt.
Die Fahrzeuge erhielten ein Wetterverdeck, eine Windschutzscheibe und eine Gepäckbrücke. Auf die für den D-Type typische Heckflosse wurde verzichtet. Die seitlichen Auspufftöpfe (Sidepipes) blieben jedoch erhalten.
Bis zum 12. Februar 1957 entstanden 17 dieser umgebauten  Fahrzeuge. Am Abend dieses Tages brach ein Brand in den Werkshallen aus, der 270 fertige oder nahezu fertige Fahrzeuge zerstörte, unter anderem auch alle noch nicht umgebauten D-Type Modelle. Später wurden noch zwei bereits an Kunden ausgelieferte D-Type Modelle zu XK-SS-Versionen umgebaut. Der XK-SS hatte keinen direkten Nachfolger.